# 巨弓獸科
巨弓獸科（學名Homalodotheriidae）是已滅絕的南方有蹄目。牠們生存於始新世晚期至中新世晚期的南美洲。